# Antimene di Rodi
Antimene di Rodi (Rodi, IV secolo a.C. – ...) è stato un funzionario greco antico.
Antimene proveniva dall'isola di Rodi. Vissuto nel IV secolo a.C., era tesoriere di corte di Alessandro Magno, carica assunta in sostituzione del fuggitivo Arpalo. Quando Alessandro, nel 324 a.C., rientrò dalla lontana India in Susa e punì numerosi alti funzionari di Stato che si erano macchiati di crimini contro di lui, il tesoriere maggiore residente in Babilonia, Arpalo, preferì fuggire, poiché nella sua funzione si era arricchito senza scrupoli e aveva arricchito anche i propri amici.
Alessandro nominò quindi il rodigino Antimene suo nuovo Ministro per la raccolta delle imposte nel suo intero impero. Alla sua carica competeva, oltre alla definizione autonoma delle imposte e il relativo pagamento, la supervisione su tutte le comunicazioni e le vie di rifornimento e la loro organizzazione logistica. Antimene non deve essere rimasto molto in carica, poiché Alessandro moriva già l'anno successivo e il suo stato incominciava a scomporsi nelle Diadochie. Antimene divenne noto grazie alle sue ordinanze fiscali. Per prima cosa egli introdusse per la Provincia di Babilonia una via doganale, per cui ogni importatore doveva pagare alle casse statali un decimo del valore di ogni merce importata, ogni qual volta egli voleva entrare in Babilonia.
Nella sua seconda e anche più famosa ordinanza, Antimene introdusse e garantì la prima forma statale di assicurazione della storia: quella sulla fuga di schiavi. Così le persone potevano assicurarsi contro la fuga dei loro schiavi, pagando un importo per assicurare questo rischio. Se questo fatto si fosse verificato, l'assicurato avrebbe ricevuto il valore dichiarato dello schiavo fuggito. L'inseguimento del fuggitivo spettava a ciascun signore della provincia (Satrapo) e in caso di successo l'importo del riacquisto doveva essere pagato dal proprietario originario. La somma dell'assicurazione rimaneva nelle casse dello stato
Nella sua terza ordinanza Antimene ordinava ai capi delle province il continuo riempimento dei magazzini di scorte lungo la Via Reale di Persia, secondo l'antico uso persiano. Il contenuto di questi depositi di derrate doveva quindi essere venduto dai funzionari fiscali competenti ai contingenti delle truppe di passaggio, a favore delle casse dello stato.